# Lacunospora stercoraria
Lacunospora stercoraria är en svampart som beskrevs av Cailleux 1969. Lacunospora stercoraria ingår i släktet Lacunospora och familjen Lasiosphaeriaceae.   Inga underarter finns listade i Catalogue of Life.